# Ђелу (Сату Маре)
Ђелу (рум. Gelu) насеље је у Румунији у округу Сату Маре у општини Теребешти. Oпштина се налази на надморској висини од 123 m.

## Становништво
Према подацима из 2002. године у насељу је живело 436 становника.

### Попис2002.
| Расподела становништва по националности 2002.‍ | Расподела становништва по националности 2002.‍ | Расподела становништва по националности 2002.‍ | Расподела становништва по националности 2002.‍ | Расподела становништва по националности 2002.‍ |
| --------------------------------------------- | --------------------------------------------- | --------------------------------------------- | --------------------------------------------- | --------------------------------------------- |
|                                               |                                               |                                               |                                               |                                               |
| Румуни                                        | Румуни                                        |                                               | 425                                           | 98,2%                                         |
| Мађари                                        | Мађари                                        |                                               | 8                                             | 1,8%                                          |